# Epitettix emarginatus
Epitettix emarginatus är en insektsart som först beskrevs av Wilhem de Haan 1842.  Epitettix emarginatus ingår i släktet Epitettix och familjen torngräshoppor. Inga underarter finns listade i Catalogue of Life.